# FC Molenbeek Brussels
O FC Molenbeek Brussels foi um clube de futebol da Bélgica, da cidade de Bruxelas.

## Histórica
- 1932 - FC Strombeek
- 2002 - KFC Strombeek
- 2002 - FC Brussels
- 2002 - Daring Brussels
- 2003 - Molenbeek Brussels FC
- 2003 - Brussels Molenbeek ST
- 2003 - Strombeek Molenbeek Brussels
- 2003 - FC Molenbeek Brussels Strombeek
- 2003 - FC Molenbeek Brussels